# Oodnadatta Track
Der Oodnadatta Track ist eine unbefestigte Outbackpiste im Norden des australischen Bundesstaates South Australia. Er verbindet den Birdsville Track in Marree über Oodnadatta mit dem Stuart Highway in Marla. Er verläuft wenige Kilometer entlang des Lake Eyre South.

## Geschichte
Diese Strecke ist eine traditionelle Handelsroute der indigenen Stämme entlang derer sich eine Reihe von Quellen befinden, die aus dem Großen Artesischen Becken gespeist werden. Das beste noch erhaltene Beispiel hierfür ist Mound Springs in der Nähe von Coward Springs. Dem Verlauf der Handelsroute folgte der Entdecker John McDouall Stuart auf seiner dritten Expedition 1859 nach Darwin. Später wurde diese Route – wegen der Verfügbarkeit von Wasser – für die Overland Telegraph Line (OTL) und die Central Australian Railway als ursprüngliche Route des Ghans gewählt. Noch heute findet man viele Überreste von Gleisanlagen und Telegraphenstationen entlang der Strecke, eine der am besten erhaltenen die Ruinen an der Coward Springs Siding.

## Verlauf
Der Oodnadatta Track verlässt Marree nach Westen und quert verschiedene Zuflüsse des Lake Eyre South und den Dingozaun. In Bopeechee trifft von Süden her mit der Borefield Road ein weiterer Track auf die Straße. Am Südufer des Lake Eyre South entlang verläuft die Straße weiter nach Westen bis zum Wabma Kadarbu Mound Springs Conservation Park, wo sie nach Nordwesten schwenkt. In William Creek zweigt nach Westen die William Creek Road und ca. 200 km weiter in Oodnadatta die Kempe Road ab. Beide Straßen führen zum Stuart Highway (NA87) nach Coober Pedy. In Oodnadatta verlässt der Track die ehemalige Trasse des Old Ghan, die weiter nach Nordwesten führt, während der Oodnadatta Track nach Westen abbiegt und bei Marla ebenfalls auf den Stuart Highway trifft.

## Straßenzustand und Tankstellen
Bei trockenem Wetter ist die Strecke für die meisten Fahrzeuge befahrbar. Tankstellen gibt es in Maree, William Creek, Oodnadatta und Marla.

## Land Art
Unweit des Tracks, rund 60 km von Marree entfernt, befindet sich der 4,2 Kilometer große Marree Man, die wohl größte Land Art als Erdzeichnung, ein Geoglyph.